# Акімов Віктор Іванович
Ві́ктор Іва́нович Акі́мов (нар. 24 лютого 1946, Кіровоград) — заслужений лікар України, депутат.

## Життєпис
1970 року закінчив Харківський медичний інститут — санітарно-гігієнічний факультет, працювати почав санітарним лікарем по гігієні харчування — Кременчуцька міська СЕС. До вступу в інститут працював слюсарем-складальником Кременчуцького автомобільного заводу.
Протягом 1971—1978 років завідував санітарно-гігієнічним відділом міськсанепідстанції.
З 1979 року був головою Кременчуцької профспілки медичних працівників.
З січня 1984 року працює головним лікарем Кременчуцької СЕС, головним державним санітарним лікарем Кременчука.
З травня по вересень 1986 року брав участь у ліквідації наслідків аварії на Чорнобильській АЕС. Нагороджений відзнакою «Учаснику ліквідації наслідків аварії на ЧАЕС».
З 1987 року трудова діяльність пов'язана з виконанням депутатських обов'язків Автозаводської райради м. Кременчука, двічі — Кременчуцької міської ради та останніх п'яти скликань Полтавської обласної ради, де в трьох скликаннях обирався головою комісії з питань екології та раціонального природокористування. За період роботи в міськсанепідстанції вирішував питання санітарно-протиепідеміологічного забезпечення населення на рівні сучасних вимог. Постійно займався зміцненням матеріально-технічної бази Кременчуцької міської СЕС. Так, в 1990 році введений в експлуатацію чотрьохповерховий корпус санітарно-гігієнічної лабораторії з адміністративними приміщеннями. Побудовано місцеву теплогенераторну для забезпечення теплом приміщень міськсанепідстанції, що дало змогу економити кошти та використовувати їх на більш необхідні потреби. Діяльність міської санепідслужби зосереджена на здійсненні державного санітарно-епідеоміологічного нагляду, визначення пріоритетних заходів у вивченні, оцінки та прогнозуванні показників здоров'я населення залежно від стану середовища, життєдіяльності, встановлення факторів довкілля, що шкідливо впливають на здоров'я, запобігання розповсюдження особливо небезпечних інфекційних хвороб, масових інфекційних захворювань, отруєнь, радіаційних уражень людей та професійних захворювань. В 2006 році в номінації рейтингу «Краща міська СЕС» Кременчуцька міська санітарно-епідеміологічна станція ввійшла в трійку найкращих в Україні.
В 2006 році обирався депутатом від СПУ.

## Нагороди та відзнаки
- «Учасник ліквідації наслідків аварії на ЧАЕС»[1]
- Нагрудний знак «Відмінник охорони здоров'я» (1989)[1]
- Почесна грамота Верховної Ради України (2003)[1]
- Почесне звання «Заслужений лікар України» (2004)[1]
- Почесна грамота Міністерства охорони здоров'я України (2004, 2006)[1]
- Почесна Грамота Полтавської обласної ради (2000, 2006)[1]
- Почесний громадянин міста Кременчука (2006)[1]